# Јеја
Јеја (рус. Ея) руска је река која протиче јужним делом земље, преко територија њеног Краснодарског краја и Ростовске области.
Свој ток започиње на североистоку Краснодарског краја, након спајања Корсуна и Упорње код села Новопокровскаја. У почетку тече у смеру северозапада, а након што код села Кушчјовскаја прими своју десну притоку Куго-Јеју нагло скреће ка западу. Тече широком долином преко Кубањско-приазовске низије и након 311 km тока улива се у Јејски лиман Азовског мора код станице Старошчербиновскаја. Карактерише је интензивно меандрирање корита и доста замочварене и ниске обале у доњем делу тока. Њено корито у највећем делу тока је утврђено чиме су спречене учестале поплаве. Карактерише је нивални режим храњења (топљењем снега). Највећа притока у доњем делу тока је река Сосика. У доњем делу тока вода у реци је готово у потпуности слана. 
Укупна површина њеног сливног подручја је 8.650 km², а просечан проток је 2,5 3⁄.